# 邁爾斯 (蒙大拿州)
邁爾斯（英語：Myers）是位於美國蒙大拿州特雷熱縣的非建制地區。

## 歷史
邁爾斯的郵局於1911年設立，其後於1975年停運。

## 地理
邁爾斯所處的海拔為高於海平面816米（即2677英呎），而該地所採用的時區為UTC-6，即北美山地時區（MST）。同時該地設有夏令時間，為UTC-7調快一小時，即UTC-6（MDT）。